# Carlos Zannini
Alberto Carlos Zannini, detto el Chino (Villa Nueva, 27 agosto 1954), è un avvocato e politico argentino.
Vicinissimo all'ex presidente Néstor Kirchner, è considerato uno degli uomini più influenti e potenti all'interno dei governi di Cristina Fernández de Kirchner e del movimento kirchnerista.

## Biografia
Avvicinatosi alla politica nei primi anni settanta, Zannini entrò successivamente in un gruppo giovanile d'ispirazione maoista chiamato Tupac. Nel luglio 1975, durante la presidenza di Isabelita Perón, fu arrestato dalla polizia in un bar di Córdoba ed imprigionato sino al 1978. Una volta scarcerato rientrò nella sua provincia natale dove si laureò in giurisprudenza e conseguì l'avvocatura.
Nel 1983, una volta tornata la democrazia in Argentina, si trasferì nella cittadina di Río Gallegos, capoluogo della lontana provincia di Santa Cruz. Qui conobbe un giovane Néstor Kirchner, allora avvocato e politico della locale sezione peronista. Con la scalata al potere locale dello stesso Kirchner, Zannini ne seguì i passi diventando nel 1987 Segretario del governo municipale di Río Gallegos e nel 1991 Segretario del governo provinciale. Durante questo mandato fece approvare due modifiche importanti alla costituzione di Santa Cruz. La prima consentiva la ricandidatura di Kirchner, mentre la seconda aboliva i vincoli di parentela tra i candidati alla presidenza nonché eliminava il numero massimo di mandati per i quali un presidente poteva ricandidarsi. La sua carriera fece un ulteriore passo avanti nel 1995, quando fu eletto deputato nell'assemblea della provincia di Santa Cruz, e nel 1999, quando Kirchner lo nominò presidente del Tribunale Superiore di Santa Cruz. 
Nel 2003, in seguito all'ascesa alla presidenza della Repubblica da parte di Kirchner, Zannini fu nominato Segretario Legale e Tecnico della Presidenza dell'Argentina. Quattro anni più tardi la neoeletta presidente Cristina Fernández de Kirchner lo confermò.
Nel 2015, in occasione delle elezioni presidenziali, fu candidato alla vicepresidenza della Repubblica per la coalizione peronista Fronte per la Vittoria.
Il 10 dicembre 2019 è stato nominato dal presidente Alberto Fernández Procuratore del Tesoro, ovverosia capo degli avvocati dello stato argentino.

## Controversie
Il 7 dicembre 2017 Zannini, insieme all'attivista Luis D'Elía, all'ex leader di Quebracho Fernando Esteche e all'esponente della comunità islamica Jorge Khalil furono incarcerati per ordine del procuratore Claudio Bonadio per occultamento aggravato, abuso di autorità e intralcio alla giustizia. La vicenda è legata all'attentato all'AMIA nel 1994 e al presunto accordo stipulato dal governo di Cristina Fernández de Kirchner con l'Iran per insabbiare le indagini.
Il 24 marzo 2018 Zannini fu rilasciato dal carcere federale di Ezeiza. 
Nel 2021 il suo nome è comparso nella lista dello scandalo dei vaccinati VIP che ha portato alle dimissioni del ministro della Salute Ginés González García.